# Кудояров Борис Павлович
Борис Павлович Кудояров (рос. Кудояров Борис Павлович; 1898, Ташкент — 1973, Москва) — фотокореспондент, Заслужений працівник культури РРФСР.

## Фотографії

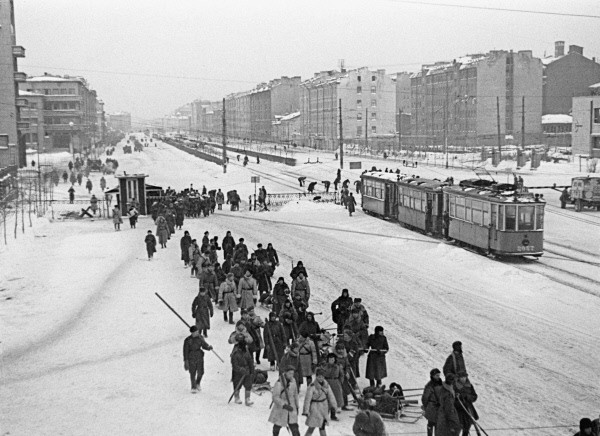
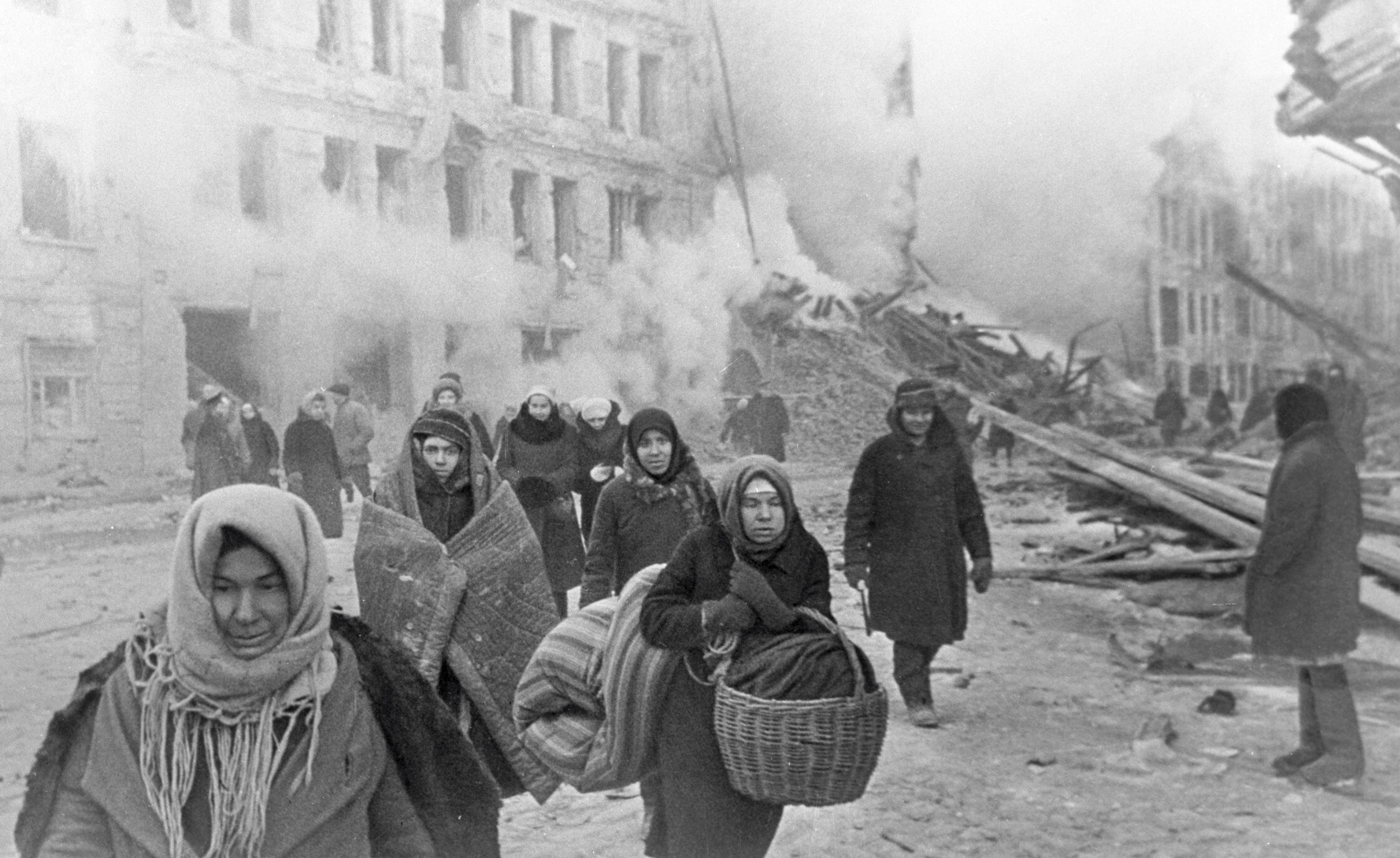
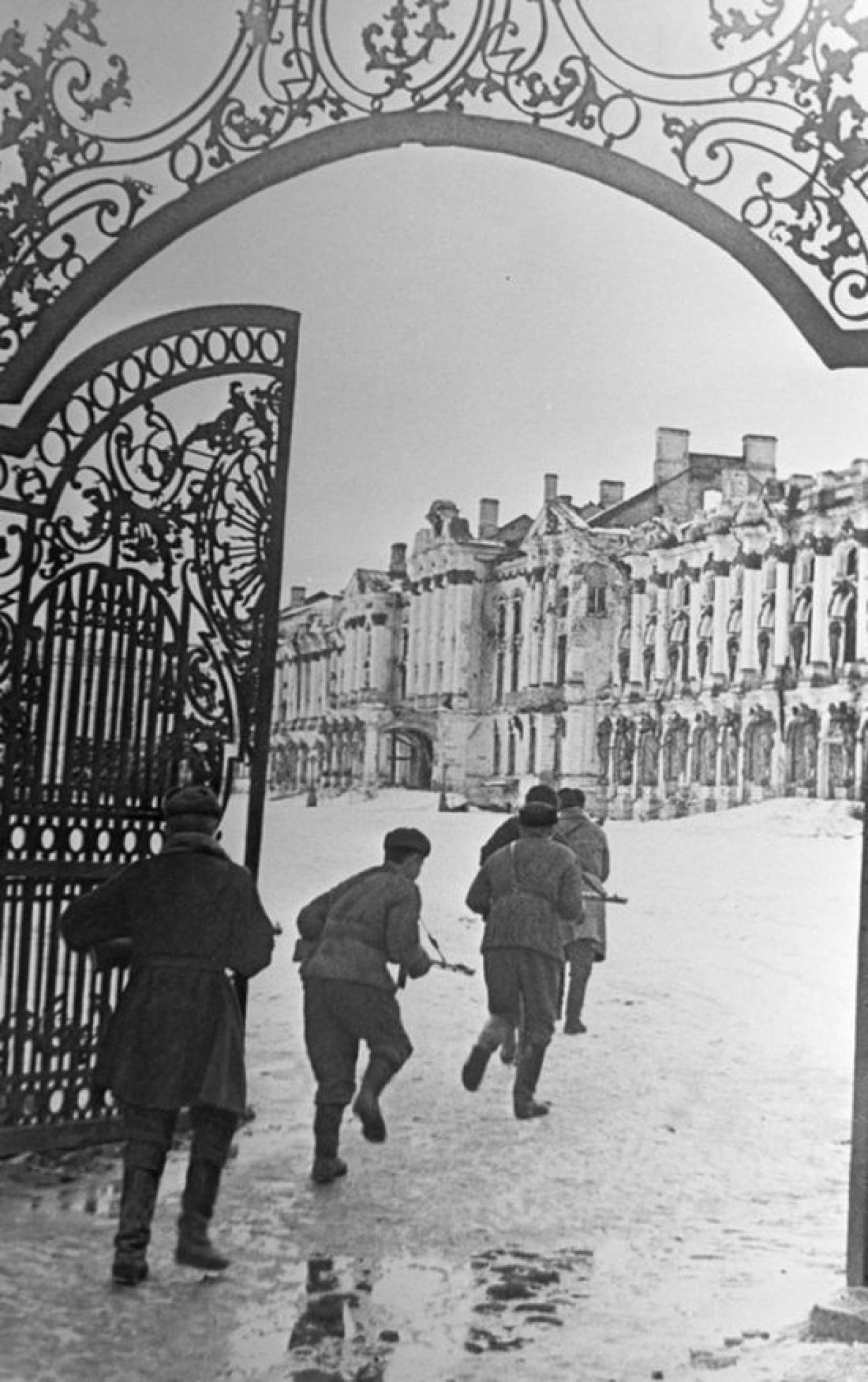
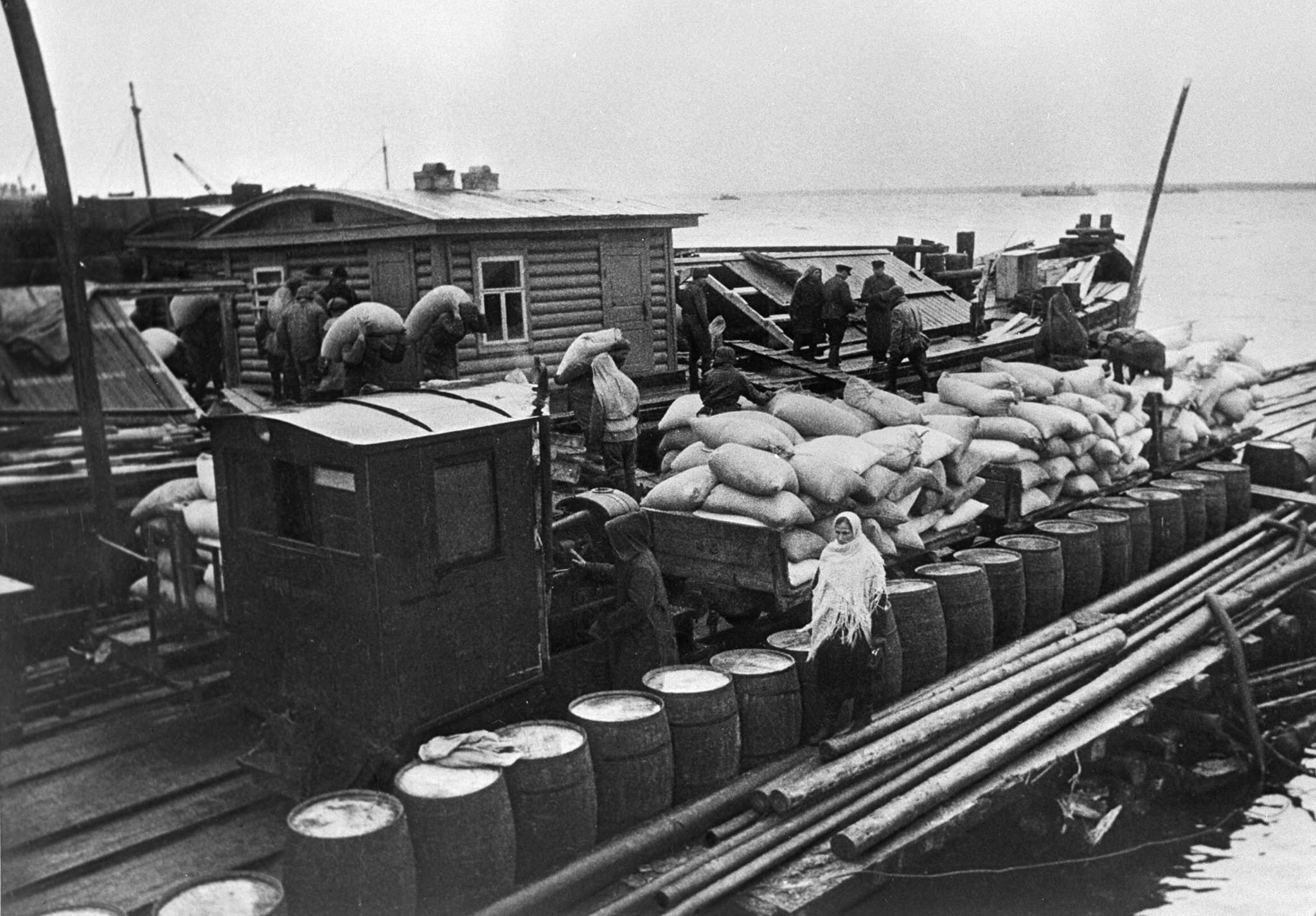
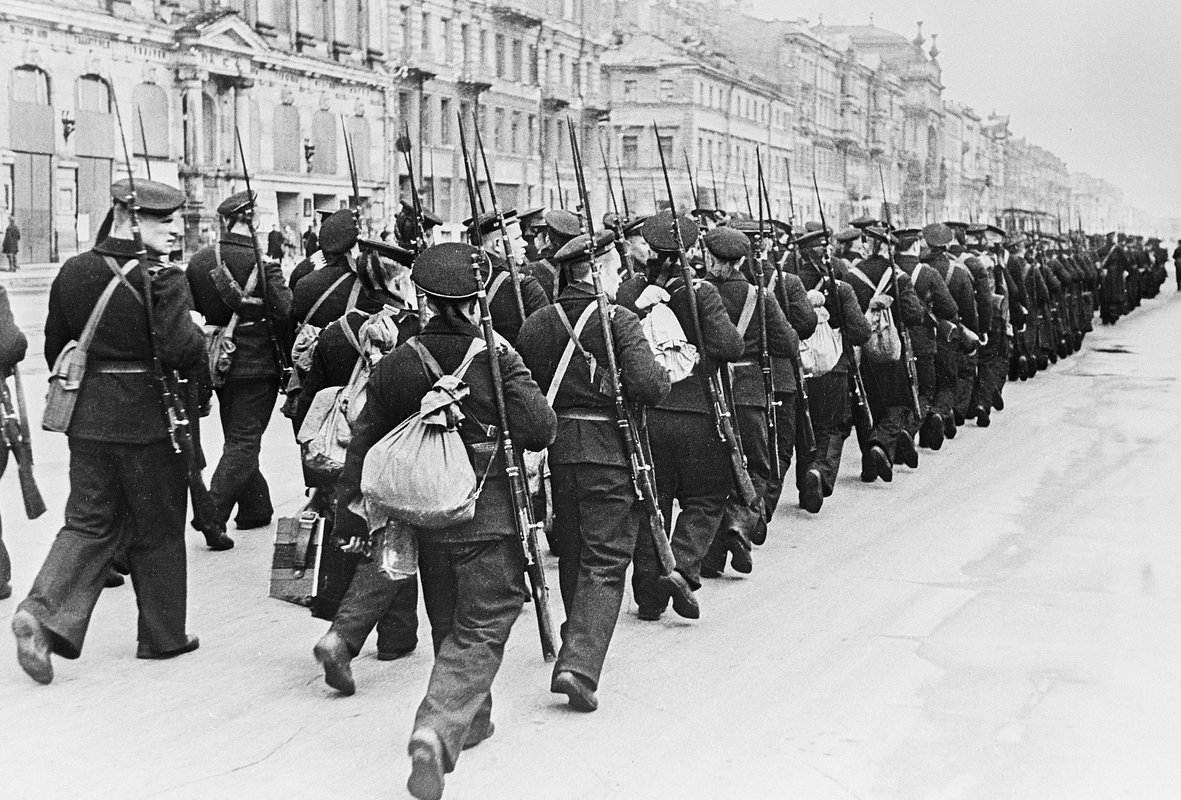
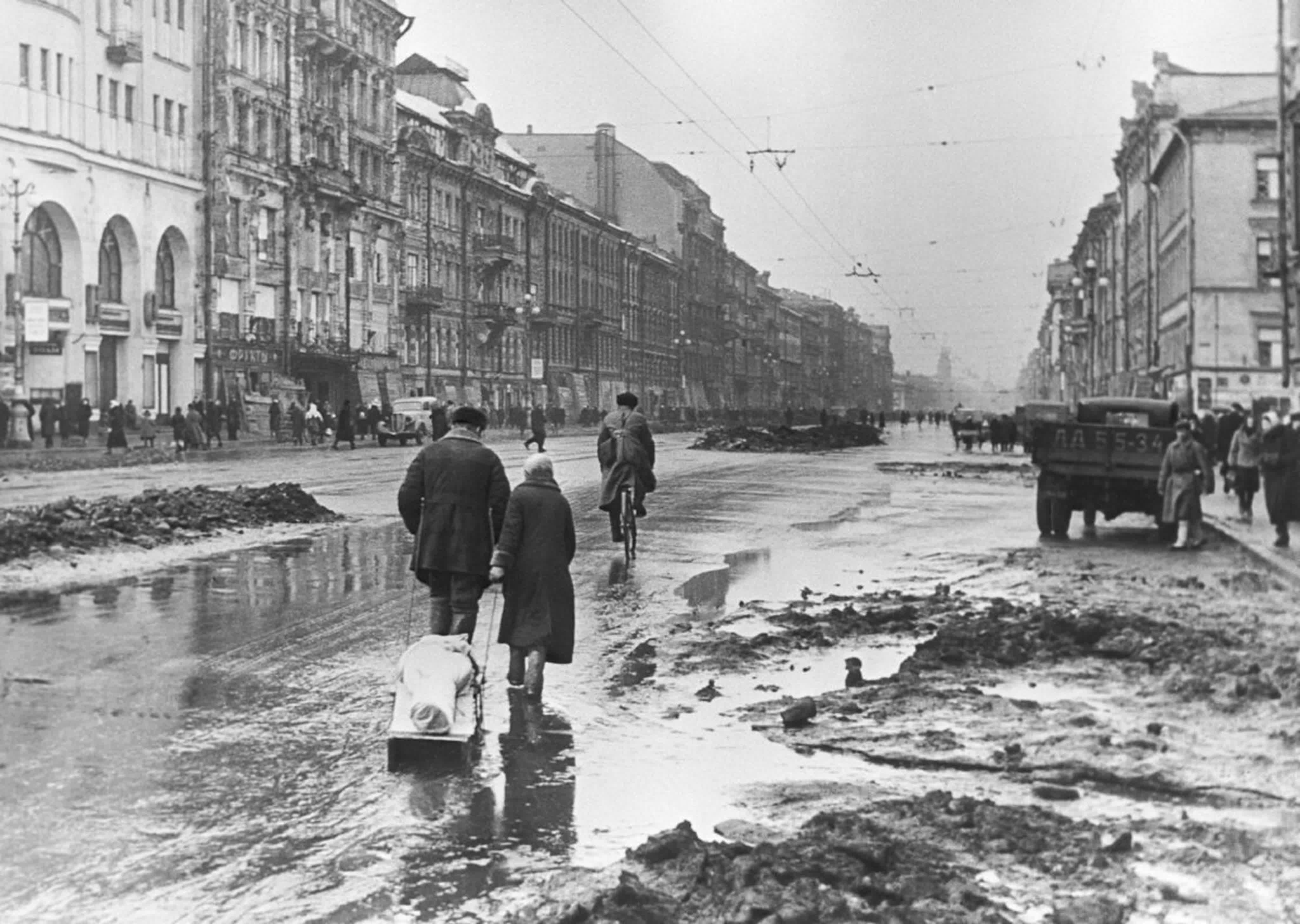
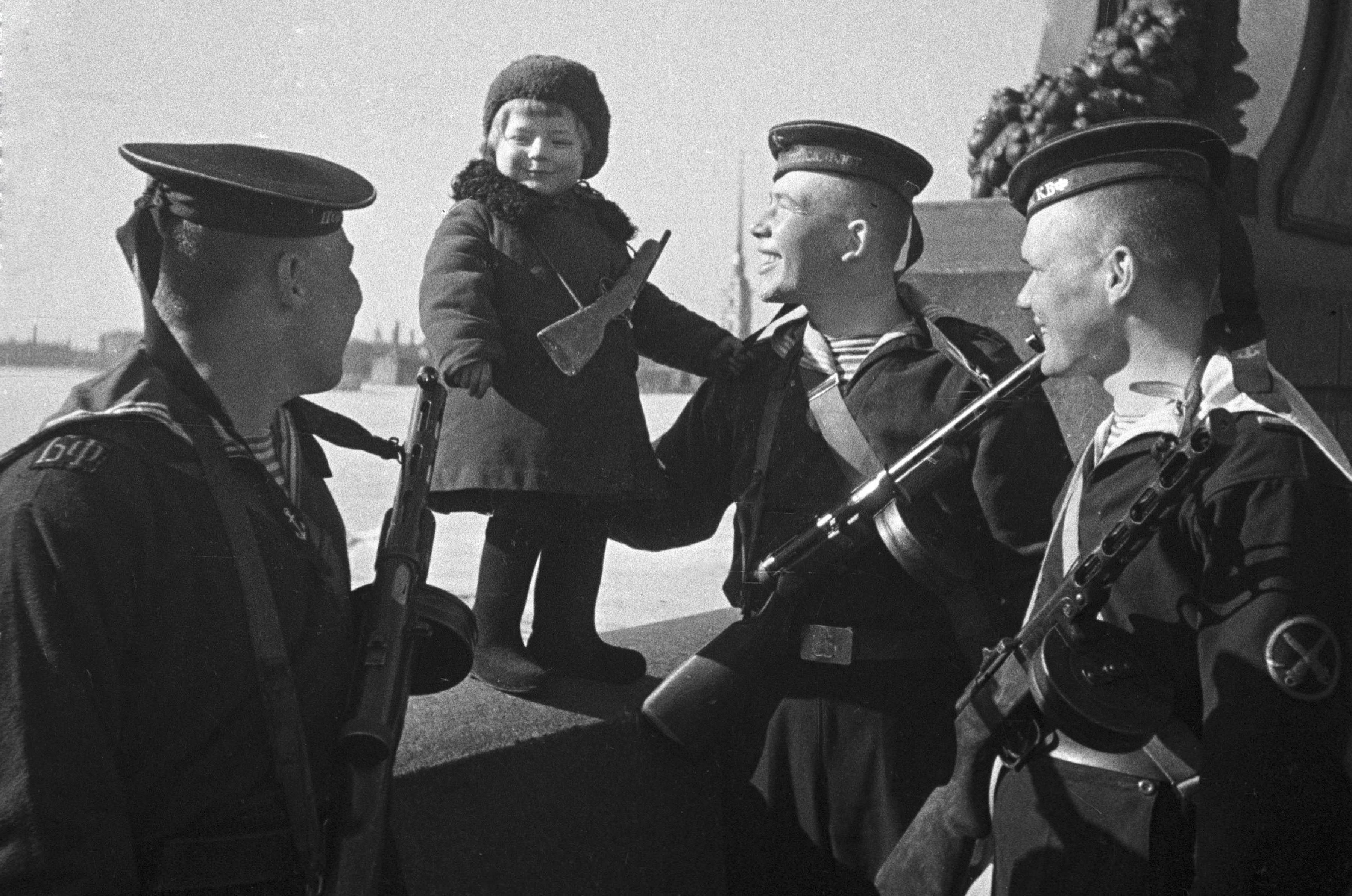
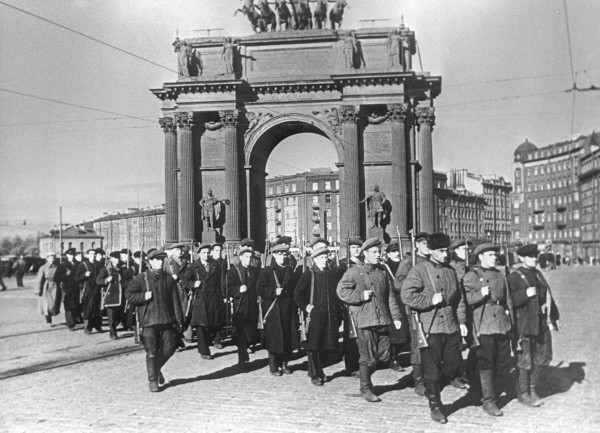
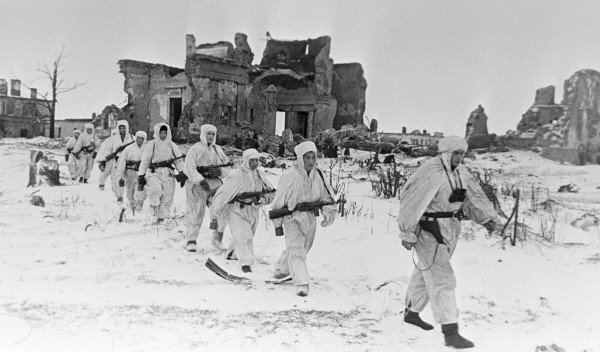
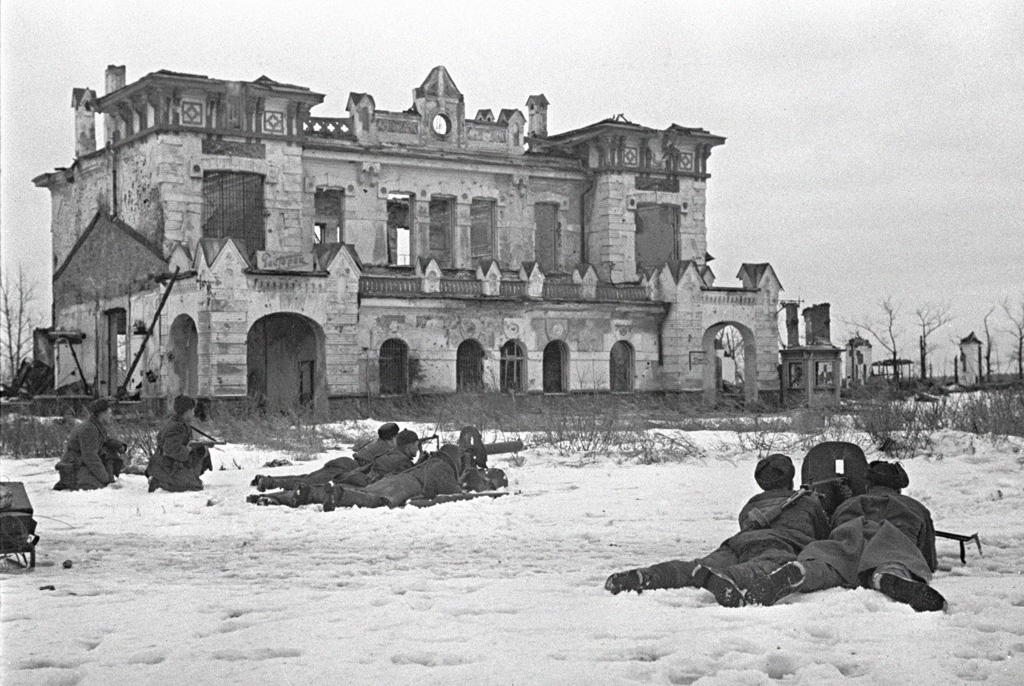
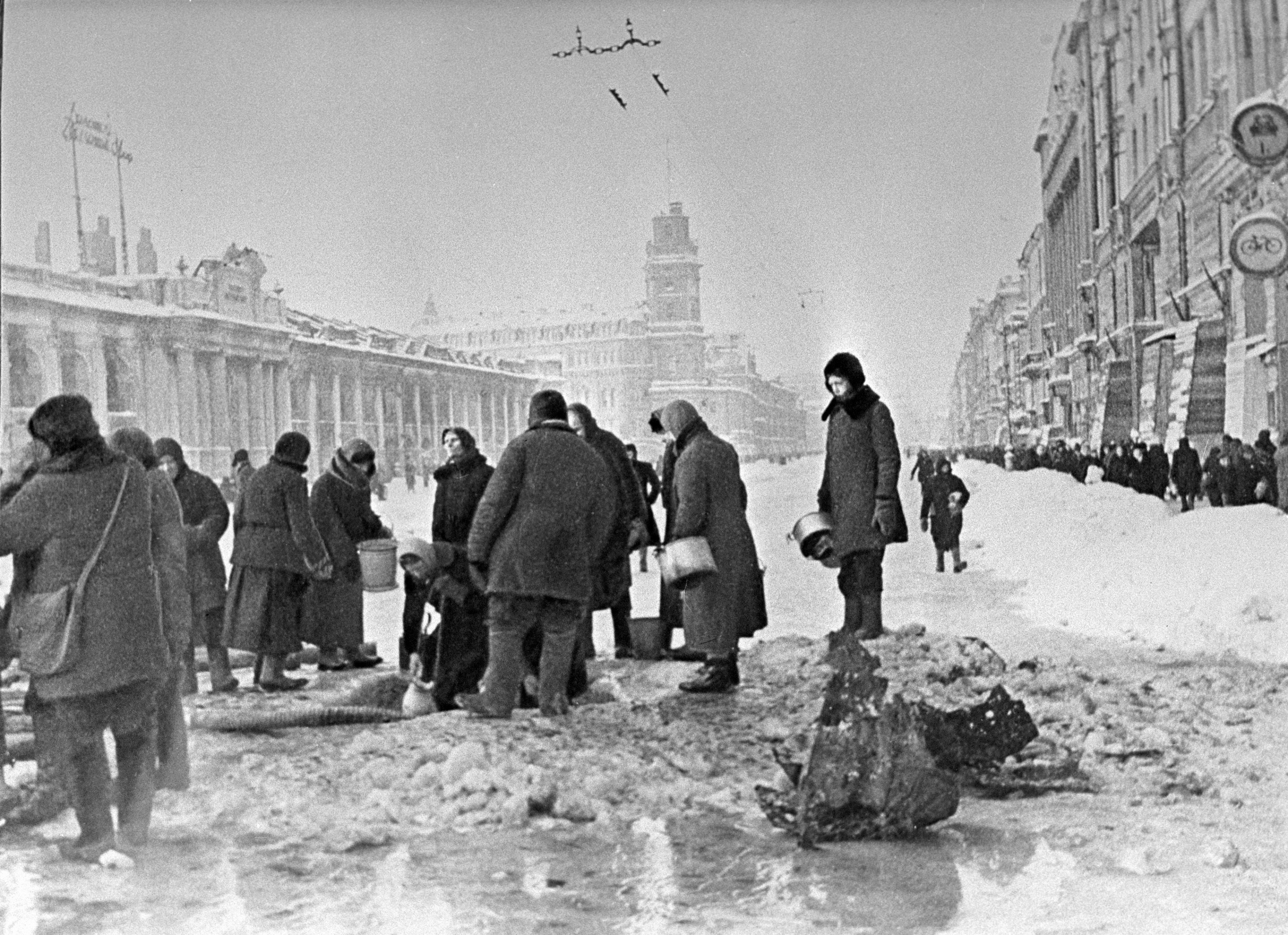

## Біографія
У 1918—1920 роках служив у Червоній армії .
Із 1924 року публікував свої фотографії в журналі «Фізкультура і спорт», «Советское фото». Із 1926 року — фотокореспондент агентства «Унионфото»; з 1929 року шефствував над фотокружком заводу «Спартак». У 1930—1931 роках перебував у творчій групі «Октябрь», зазнав впливу лідерів групи — О. Родченко та Б. Ігнатовича.
Із 1931 року — фотокореспондент агентства «Союзфото», спеціалізувався на спортивних сюжетах, а також створював «фотолітопис індустріалізації та колективізації країни». У 1932 під час святкування Першого травня з літака П-5 фотографував Красну площу з колонами демонстрантів, оформлення Метробуду, Палац праці, Свердловську площу з портретами-гігантами посередині. У тому ж році в службовій поїздці по підприємствах Нижньогородського краю зробив фотографії Горьківського автомобільного заводу, Сормова, Виксинського заводу, порту та інших об'єктів.
Із 1933 року — кореспондент газети «Известия», з середини 1930-х років — газети «Комсомольская правда». У роки Німецько-радянської війни був фотокореспондентом газети «Комсомольская правда» в блокадному Ленінграді, зробив за цей час близько 3000 кадрів, багато з яких увійшли до золотого фонду радянської журналістики та фотомистецтва. У повоєнні роки — фотокореспондент газети «Комсомольская правда», ВДНГ.
Був членом бюро Центральної фотокомісії Спілки журналістів СРСР, членом оргкомітету всесоюзних виставок.
Брав участь у вітчизняних та міжнародних виставках:
- VII Міжнародний салон фотографіки (Краків, 1933)
- виставка «Майстри радянського фотомистецтва» (Москва, 1935)
- Міжнародний салон «Ірис» (Антверпен; 1935, 1937)
- Міжнародна фотовиставка товариства «Манес» (Прага, 1936)
- виставка кольорової художньої фотографії (Москва, 1954)
- виставка художньої фотографії (Москва, Центральний Будинок журналіста, 1955)
- щорічна Всесоюзна художня фотовиставка «Семирічка в дії» (Москва, 1960—1963)
- виставка художньої та документальної фотографії «50 років Великого Жовтня», присвячена 50-річчю утворення СРСР (Москва, 1973) — серія «Середня Азія. Роки двадцяті — роки сімдесяті» удостоєна нагороди
- Всесоюзна виставка художньої та документальної фотографії «Країна моя» (Москва, Центральний виставковий зал, 1973).

Персональна виставка, приурочена до сорокаріччя журналістської діяльності, відбулася в 1968 році (Москва, Центральний будинок журналіста).
Фотографії Б. Кудоярова експонуються й у наші дні .
Похований у Москві на Ваганьковському кладовищі (16-та ділянка).

## Нагороди
- орден Червоної Зірки
- медалі
- Заслужений працівник культури РРФСР .